# 1859 w literaturze
Wydarzenia literackie w 1859 roku.

## Nowe książki
- polskie
  - Zaklęty dwór - Walery Łoziński
  - Do obywatela Johna Brown – Cyprian Kamil Norwid
  - Miód kasztelański - Józef Ignacy Kraszewski
- zagraniczne
  - Opowieść o dwóch miastach (A Tale of Two Cities) – Charles Dickens

## Urodzili się
- 4 stycznia – Karel Václav Rais, czeski pisarz (zm. 1926)
- 13 stycznia – Kostis Palamas, grecki poeta, prozaik, dramaturg, krytyk literatury (zm. 1943)
- 23 stycznia  – Katharine Tynan, irlandzka poetka, pisarka i dziennikarka (zm. 1931)
- 30 stycznia – Edward Martyn, irlandzki dramaturg (zm. 1923)
- 5 lutego – Giovanni Capurro, włoski poeta (zm. 1920)
- 2 marca – Szolem Alejchem, żydowski pisarz (zm. 1916)
- 8 marca – Kenneth Grahame, angielski pisarz (zm. 1932)
- 9 marca – Peter Altenberg, austriacki pisarz modernistyczny (zm. 1919)
- 26 marca – Alfred Edward Housman, angielski filolog klasyczny i poeta (zm. 1936)
- 5 kwietnia – William Herbert Carruth, amerykański poeta (zm. 1924)
- 2 maja – Jerome K. Jerome, angielski pisarz i dramaturg (zm. 1927)
- 6 maja  – Willem Kloos, holenderski poeta i krytyk literacki (zm. 1938)
- 22 maja – Arthur Conan Doyle, angielski pisarz (zm. 1930)
- 12 czerwca – Guido Mazzoni, włoski poeta (zm. 1943)
- 6 lipca – Verner von Heidenstam, szwedzki prozaik i poeta (zm. 1940)
- 21 lipca – J-H. Rosny (młodszy), francuski pisarz pochodzenia belgijskiego (zm. 1948)
- 4 sierpnia – Knut Hamsun, norweski pisarz (zm. 1952)
- 12 sierpnia – Katharine Lee Bates, amerykańska poetka (zm. 1929)
- 1 października – Clarissa Minnie Thompson Allen, amerykańska prozaiczka i poetka (zm. 1941)
- 12 października – Maurice Donnay, francuski autor piosenek i dramaturg (zm. 1945)
- 18 października – Henri Bergson, francuski pisarz i filozof, laureat Nagrody Nobla (zm. 1941)
- 6 grudnia – Einar Hjörleifsson Kvaran, islandzki pisarz, nowelista, poeta, dramaturg i publicysta (zm. 1938)
- 16 grudnia – Francis Thompson, angielski poeta (zm. 1907)
- Wanda Podgórska, polska pisarka (zm. 1911)

## Zmarli
- 20 stycznia – Bettina von Arnim, niemiecka pisarka (ur. 1785)
- 23 lutego – Zygmunt Krasiński, polski poeta i dramaturg (ur. 1812)
- 28 listopada – Washington Irving, amerykański pisarz i historyk (ur. 1783)
- 16 grudnia – Wilhelm Grimm, niemiecki baśniopisarz (ur. 1786)